# Fereza mała
Fereza mała, orka najmniejsza (Feresa attenuata) – gatunek ssaka morskiego z rodziny delfinowatych (Delphinidae). Zamieszkuje wszystkie oceany poza Arktycznym. Niektóre cechy fizyczne są podobne do orki. Jest delfinem średniej wielkości, o długości ciała do 2,8 m, masa do 156 kg. Posiada ciemny kolor skóry, lecz brzuch jest biały. Żyje w stadach liczących od 10 do 30 zwierząt, czasem większych. Żywi się głowonogami i małymi rybami.

## Systematyka

### Taksonomia
Takson po raz pierwszy opisany przez J. E. Graya w 1874 roku pod nazwą Feresa attenuata. Opis ukazał się w czasopiśmie The Annals and Magazine of Natural History. Jako miejsce typowe autor wskazał Oceanię (ang. „South Seas”). Jedyny przedstawiciel rodzaju fereza (Feresa) utworzonego przez J. E. Graya w 1870 roku.

### Gatunek typowy
Delphinus intermedius J. E. Gray, 1827 (= Feresa attenuata J. E. Gray, 1874)